# 天気晴朗ナレドモ波高シ
『天気晴朗ナレドモ波高シ』（てんきせいろうなれどもなみたかし）は、ALI PROJECTの22枚目（インディーズから通算）のオリジナルアルバム。
2023年2月22日に徳間ジャパンコミュニケーションズから発売された。

## 収録曲
1. 絶途、新世界ヘ （ぜっと、しんせかいへ）[4:16]
  - 「ゾンビが行進しているみたいな曲」という要望で作曲されている[2]。
  - PRODUCER LOOPSのサンプル音源『SYMPHONIC SERIES VOL.1: CLASSIC CARTOONS』より「Cat And Mouse」が利用されている。
  - PRODUCER LOOPSのサンプル音源『KINGS OF BOLLYWOOD VOL 1』が利用されている。
  - イントロにMAINROOM WAREHOUSEのサンプル音源『EPIC CINEMATIC ANTHEMS』より「Devil'sArmy」が利用されている。その他、同音源より1番~2番の間奏には「TitansComing」が利用されている。
  - イントロにMAINROOM WAREHOUSEのサンプル音源『CINEMATIC FLIGHT OF THE EAGLE』より「kit 1」のFX音源が利用されている。
2. 万花繚乱姥桜 （ばんかりょうらんうばざくら）[4:07]
  - 間奏、アウトロにPRODUCER LOOPSのサンプル音源『RIDDIM RIOT』が利用されている。
3. 80秒間世界一周  （80びょうかんせかいいっしゅう）[4:06]
  - サビ後半にフレデリック・ショパンの『12の練習曲 作品10 第12番 ハ短調 (革命のエチュード)』が引用されている。
4. 密林ヨリ応答セヨ  （みつりんよりおうとうせよ）[3:33]
  - Aメロ、サビにフレデリック・ショパンの『12の練習曲 作品10 第12番 ハ短調 (革命のエチュード)[3]』が引用されている。
  - 片倉は小野田寛郎、横井庄一をモチーフとしているとインタビューで回答している。[4]
5. NON-HUMAN [4:02]
6. STILL  ALIVE [3:46]
7. 瓦礫ノ子守歌  （がれきのこもりうた）[4:34]
  - ウクライナ侵攻の被害に遭っている現地の子供たちへ向けた子守唄になっている。
  - サビと間奏にPRODUCER LOOPSのサンプル音源『SYMPHONIC SERIES VOL.5: EPIC ACTION 2』が利用されている。
  - Aメロ、BメロにVANILLA GROOVE STUDIOSのサンプル音源『STRING QUARTET VOL 1』が利用されている。
8. 美シ国ノ四季ハ夢ム （うましくにのしきはゆめむ）[3:15]
  - 日本の四季を歌った曲。
9. 天気晴朗ナレドモ波高シ （てんきせいろうなれどもなみたかし） [4:22]
  - 曲中に起床ラッパ、進軍ラッパ、就寝ラッパが利用されている[5]。
  - イントロ、アウトロにHOT MUSIC FACTORYのサンプル音源『CINEMATIC TRAX / HERO』より「01」が利用されている。
  - 3番直前にMAINROOM WAREHOUSEのサンプル音源『CINEMATIC FLIGHT OF THE EAGLE』より「kit 4」のストリングス音源が利用されている。
  - 2番~3番の間奏にNANO MUSIK LOOPSのサンプル音源『CINEMATIC STRINGS VOL 8』が利用されている。
10. 夜半曇天晴レテ月蒼シ（やはんどんてんはれてつきあおし）[instrumental] [4:42]
  - EQUINOX SOUNDSのサンプル音源『CINEMATIC STRINGS ENSEMBLE』より「Abide[6]」「There is No Hope Left[7]」が利用されている。
  - PRODUCER LOOPSのサンプル音源『MANANA』が利用されている。
11. GOD DIVA(A級ヒットパレード〜30th Anniversary Live version)(通常版のみ) [4:31]